# Baptria pedicura
Baptria pedicura är en fjärilsart som beskrevs av Felix Bryk 1948. Baptria pedicura ingår i släktet Baptria och familjen mätare. Inga underarter finns listade i Catalogue of Life.